# Dardo Ranken
O Dardo Ranken foi uma arma desenvolvida durante a Primeira Guerra Mundial com o objetivo de destruir ou danificar os Zeppelins alemães que estavam atacando a Grã-Bretanha na época. Era uma bomba explosiva em forma de "flechette" de 1 lb (450 g) lançada no ar, que geralmente era transportada em pacotes de 24; os "dardos" podiam ser lançados individualmente ou todos de uma vez. Aeronaves equipadas com dardos Ranken tinham que subir acima de seus alvos, antes de lançá-los. Entrou em serviço em fevereiro de 1916.
Os dardos Ranken tornaram-se obsoletos com o advento da combinação de munição explosiva e incendiária .303 disparada de metralhadoras Vickers e Lewis montadas em aviões de caça.